# Alexei Jurjewitsch Meschkow

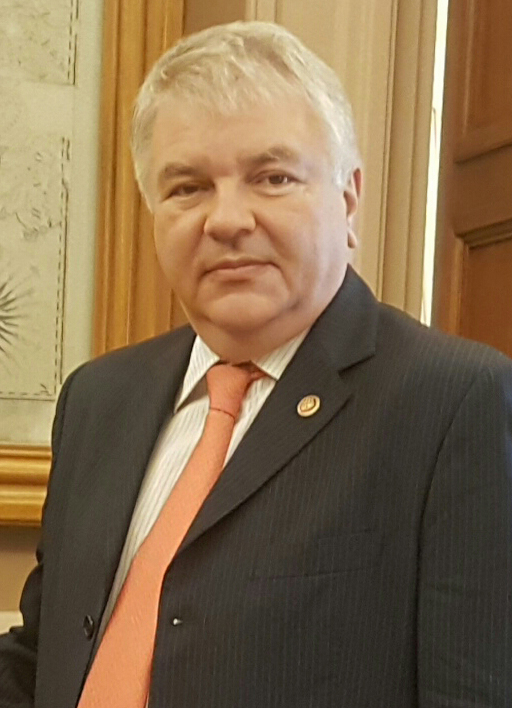
Alexei Jurjewitsch Meschkow

Alexei Jurjewitsch Meschkow (russisch Алексей Юрьевич Мешков; * 22. August 1959 in Moskau) ist ein russischer Botschafter.
Meschkow ist Botschafter der russischen Regierung von Wladimir Putin in Italien, seit 27. Februar 2004 Botschafter in San Marino, seit dem 2. September 2006 Vertreter der russischen Regierung bei der Ernährungs- und Landwirtschaftsorganisation und beim Welternährungsprogramm der Vereinten Nationen in Rom.
1981 schloss Meschkow sein Studium am Staatlichen Moskauer Institut für Internationale Beziehungen ab und trat in den auswärtigen Dienst der Sowjetunion ein.
Von 1981 bis 1986 war er Attaché und später Botschaftssekretär dritter Klasse in Madrid. Zwischen 1982 und 1992 wurde er in Moskau zum Sekretär zweiter und erster Klasse befördert und leitete die Abteilung wissenschaftlich-technische Zusammenarbeit des Außenministeriums, 1992 bis 1997 erfolgten weitere Beförderungen in Madrid.
In den Jahren 1997 bis 1998 war er Stellvertreter des Leiters der Abteilung Europa im Außenministerium, anschließend leitete er bis 2001 die Abteilung Politik des Außenministeriums und saß im Präsidium des Außenministeriums.
Vom 6. September 2001  bis 20. Januar 2004 war er Stellvertretender Minister für Auswärtige Angelegenheiten der russischen Föderation. In dieser Eigenschaft bestellte er am 27. Oktober 2002 den französischen Botschafter Claude Blanchemaison ein, weil sich am Vortag Tschetschenen in einem Pariser Theater getroffen hatten.